# Tecnam P2006T
Tecnam P2006T - P06T je dvomotorno visokokrilno certificirano propelersko
športno letalo italijanskega proizvajalca Tecnam. P2006T je najlažje certificirano dvomotorno letalo na svetu. Obstajajo sicer tudi manjša ne certificirana dvomotorna eksperimentalna letala kot npr. Colomban Cri-cri. 
P2006T ima kapaciteto 4 sedeže in ima uvlačljivo tricikel pristajalno podvozje. Motorji Rotax lahko delujejo na neosvinčeni avtomobilski bencin ali pa na 100LL Avgas. Propeler se vrti z okrog 2,4x manjšimi obrati kot motor.
Letalo je bilo v osnovi razvito za šolanje pilotov kot ugoden poceni šolski dvomotorni avion.

## Tehnične specifikacije
Splošne značilnosti
- Posadka: 1 (pilot)
- Število sedežev: 3 potniki ali 618 lb (280 kg) tovora (z maks. gorivom)
- Dolžina: 8,69 m (28 ft 6 in)
- Razpon kril: 11,40 m (37 ft 5 in)
- Višina: 2,84 m (9 ft 4 in)
- Površina kril: 14,75 m2 (158,8 sq ft)
- Vitkost: 8,80
- Teža praznega letala: 760 kg (1.675 lb)
- Maks. vzletna teža: 1.180 kg (2.601 lb)[convert: nepravilna opcija]
- Kapaciteta goriva: 200 L (44 imp gal; 53 US gal)
- Pogon letala: 2 × Rotax 912S3 4-valjni protibatni motor, 73,5 kW (98,6 hp)  vsak
- Propelerji: št. lopatic: 2 MT Propeller MTV-21, 1,78 m (5 ft 10 in) premer

Zmogljivost
- Maks. hitrost: 269 km/h; 167 mph (145 kn)
- Potovalna hitrost: 250 km/h; 155 mph (135 kn)
- Hitrost pri porušitvi vzgona: 87 km/h; 54 mph (47 kn)
- Neprekoračljiva hitrost: 309 km/h; 192 mph (167 kn)
- Min. hitrost ob nedelujočem motorju: 115 km/h; 71 mph (62 kn)
- Doseg: 1.148 km; 713 mi (620 nmi)
- Trajanje leta: 4,25 ur
- Višina leta: 4.267 m (14.000 ft) 4000 ft (z enim motorjem)
- Hitrost vzpenjanja: 6,4 m/s (1.260 ft/min) 250 ft/min (z enim motorjem)
- Obremenitev kril: 78 kg/m2 (16 lb/sq ft) at MTOW
- Razmerje moč/teža: 6 kg/KM (13 lb/KM)
- Pristajalna hitrost: 70 vozlov (130 km/h)
- Vzletna hitrost: 65 vozlov (120 km/h)
- Max hitrost zakrilc: 120 vozlov (222 km/h)
- Max hitrost premikanja koles: 90 vozlov (167 km/h)
- Max hitrost v turbolentnem ozračju: 118 vozlov (219 km/h)
- Vzletna razdalja do 50 ft (15 m) asphalt ISA MSL: 1.224 ft (373 m)
- Pristajalna razdalja iz 50 ft (15 m) asphalt ISA MSL: 1.069 ft (326 m)